# Ca Mau (provins)
Ca Mau (vietnamesiska: Cà Mau) är en provins i södra Vietnam. Provinsen består av stadsdistriktet Ca Mau (huvudstaden) och åtta landsbygdsdistrikt: Cai Nuoc, Dam Dol, Nam Can, Ngoc Hien, Phu Tan, Thoi Binh, Tran Van Thoi samt U Minh.